# Highland Hills

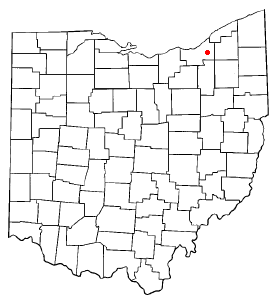
Highland Hills na planie stanu Ohio

Highland Hills – wieś w USA, w stanie Ohio, w hrabstwie Cuyahoga. Obecnie (2014) burmistrzem miejscowości jest Robert L. Nash.
Liczba mieszkańców w 2010 roku wynosiła 1 130, a w roku 2012 wynosiła 1 006.